# Deronje
Deronje (cyr. Дероње) – wieś w Serbii, w Wojwodinie, w okręgu zachodniobackim, w gminie Odžaci. W 2011 roku liczyła 2487 mieszkańców.